# 결혼을 지키는 7가지 원칙
 결혼을 지키는 7가지 원칙은 존 가트만 (John Gottman)이 지은 책이며, 결혼 생활을 위한 7가지 원칙의 내용은 결혼 그것이 조화되고 오래 지속되는 관계로 인도 할 수 있는 7가지 원칙으로 설명하는 책이다.

## 개요
이 책은 결혼에 관한 신화와 왜 실패했는지 설명하는 수많은 내용을 밝히려 고 시도하고 있다. Gottman이 제시하는 일곱 가지 원칙은 파트너가 자신의 사랑지도를 향상시키는 것이다. 좋아함과 감탄을 기르도록 훈련한다. 멀리 가지 않고 서로를 향하여 나아 간다. 그들의 파트너가 그들에게 영향을 미치도록 하는 방법을 알려준다; 해결책을 풀어라. 교착 상태를 극복한다. 공유 된 의미를 창조하라 . 이 책은 존 가트만이 발간한 책자인 가족을 만들어가는, 종합 군인 피트니스 프로그램에 포함되었다. 이 책의 개정판의 출간은 2013년의에 간행되었다.

## 요약
가트만에 따르면, 부부는 사랑의 지도를 강화하여 결혼 생활의 핵심인 우정을 강화해야 한다. 그들의 사랑과 존경을 키우는 것, 떨어져 있는 대신 서로를 향하여 나아 간다. 그들의 배우자가 그들에게 영향을 미치도록, 해결할 수 있는 문제를 같이 해결하는 방법을 취한다. 상호 분쟁이 발생했을 때 교착 상태를 극복하며, 상호간에 공동 의미를 창출한다.

### 1. 사랑지도 강화
"사랑지도"는 뇌의 한 부분으로 배우자의 삶에 대한 걱정, 희망, 목표와 같은 모든 관련 정보를 저장한다. 상대방의 어린시절부터의 인생의 역사, 그리고 상대방의 세계의 사실과 느낌 등, 가트만에 따르면, 행복한 결혼을 한 부부는 사랑지도를 사용하여 서로에 대한 이해뿐만 아니라 그들의 좋아함과 감탄을 표현한다. 즉 상대의 인생을 인정해 주는 것이다. 예를 들면, 상대의 가장 큰 고민, 인생의 꿈과 철학, 좋아하는 음악이나 영화, 인생에서 가장 소중한 경험 등에 대해서 알고 있고 알려고 하는 것이다.

### 2. 좋아함과 존경을 키우다
좋아함과 감탄함을 키우는 것은 상대방에게 약간의 명상을 하고 그 사람을 소중히 만드는 것이다. 이 책에는 다른 것들 중에서도 파트너의 고마움을 나타내는 사건을 생각하는 연습이 포함되어 있다. 과거의 행복 사건에 대해 이야기하기. 49 항목 "좋아하고 존경받는 7주 과정"을 설명한다. 예를 들면, 상대가 부족한 단점도 이해를 하고, 상대의 장점이 세 가지가 무엇인지 바로 이야기할 수 있고, 상대가 성취한 것을 자랑스럽게 생각해주는 것 등이다.

### 3. 서로를 향하여
서로를 향한 전환은 배우자와의 연결을 의미한다. 서로의 인생에서 사소한 사건이 벌어지는 동안 서로를 위해 존재한다. 관심, 애정, 유머 또는 지원에 대한 배우자에 대한 판단에 유리하게 상대를 이해한다. 예를 들어, 배우자가 직장 미팅에 늦어 상사에게 꾸지람을 들었다면, 이에 대해 '좀 심한 꾸지람이었다'라는 정도로 공감해 주어서 배우자 편에 내가 서 있다는 느낌이 들도록 해주어야 한다. 즉 이때 논리적으로 당신이 늦었으니 혼나는 것이 당연하다는 식으로 말하는 것은, 상대가 분개하거나 큰 실망을 하게 한다.

### 4. 영향을 받아들이기
영향력을 수용한다는 것은 부부간에 상호 의지하며 힘을 나누는 것을 의미 한다. 자신의 의견과 감정을 고려하여 배우자를 의사 결정의 파트너로 만든다. 예를 들면, 상대가 논의하기 까다로운 주제를 갖고 대화하기를 원해도 이것을 참고 받아들여 주며, 상대가 하는 의견에 대해서 내가 동의를 하지 않는 마음이 있더라도, 관심을 갖고 이해하려고 노력하며, 상대가 비판적이고 받아들이려고 하지 않는 성향이 있을 때 상대의 어떤 면이 그렇게 반응하는지 연구하면서, 서로가 의견이 틀리더라도 대화할 수 있도록 하는 것이 시작점이 된다.

### 5. 해결할 수 있는 문제 해결
충돌 해결을 위한 가트만의 모델은 신혼부부간에 관계를 부드럽게 하는 것(즉, 비판이나 경멸 없이 대화를 통해서 토론을 이끌어 내고 관심사에 대한 간단한 설명을 작성하고 긍정적인 방식으로 자신의 필요를 표현하는 것)을 포함한다. (부정적 행동이 통제 불능 상태에서 벗어나지 못하도록 하는 고함지름이나 격한 행동, 부부가 힘든 토론을 하는 동안 긴장을 덜어주기 위한 노력)을 하고 받아들이는 것을 배우는 것이다. 자신과 상대방을 달래며, 상호간에 타협을 하며 서로의 잘못에 대해 관대해지는 방법이다.

### 6. 극복하기
가트만에 따르면, 갈등이 상대방에 의해 거부되는 느낌을 갖게 될 때 갈등이 발생한다. 그들은 그것에 대해 계속 이야기하고 있지만 앞으로 나아가지 않도록 한다. 부부는 서로 자신의 입장만 고집하고 상대방에게 자신이 맞춰지는 것을 꺼린다. 부부는 주제에 관해 토론할 때 좌절감과 상처를 느낄 수 있다. 삶에 대한 경제적 문제에 대한 그들의 대화에는 유머, 오락, 애정이 없어질 수 있다. 그들은 훨씬 더 많이 고민하게 된다. 예를 들어 해결이 어려운 상황도 있다. 종교적인 것이라든지, 또는 부모에 대한 것 등 상호간에 갖고 있는 기준이 공통적인 부분을 찾을 수 없어서 해결이 어려울 경우에는, 이것을 바로 해결하려고 하기보다는 다른 공통점을 찾을 수 있는 것에서부터 공감대를 형성해 가도록 한다.

### 7. 공동 의미 만들기
가트만은 기호와 의식이 풍부한 문화와 배우자의 역할과 목표에 대한 감사를 통해 그들이 내면의 삶을 함께 만들어내는 영적 차원의 결혼에 대한 의미를 설명한다. 부부가 된다는 것은 영혼이 서로 연결된 가족의 일부가 되는 것을 의미 한다. 가트만에 따르면 결혼 생활이 의미를 공유할 때 갈등은 훨씬 덜 심각하며, 영속적인 문제는 풀 수 없는 자물쇠인 (그리드 락)으로 이어질 가능성이 적다.

## 같이 보기
- 명상
- 존가트만
- 긍정적 심리학
- 솔루션 중심치료
- 수용전념치료
- 인지행동치료